# 精河镇
精河镇，是中华人民共和国新疆维吾尔自治区博尔塔拉蒙古自治州精河县下辖的一个乡镇级行政单位。

## 行政区划
精河镇下辖以下地区：
团结路社区、友谊路社区、和平路社区、幸福路社区和振兴路社区。